# 유수철
유수철(1992년 8월 8일 ~ )은 대한민국의 축구 선수이다. 포지션은 수비수이며, 현재 거제시민축구단 소속이다.